# Breanna Hargrave
Breanna Hargrave (Adelaide, 9 februari 1983) is een Australisch baanwielrenster.

## Carrière
Op 28-jarige leeftijd maakte Hargrave de overstap van het atletiek naar de wielersport op professioneel niveau. Naast haar carrière als wielrenster runt ze een praktijk voor psychotherapie in het Zuid-Australische Norwood, nabij Adelaide. Op de weg reed Hargrave in 2018, 2020 en 2021 het nationale kampioenschap. Op de baan won Hargrave haar eerste gouden medaille bij de tijdrit op de Australische kampioenschappen in 2017. Later zou ze op deze kampioenschappen vooral bij de keirin en sprint medailles winnen. Op de Oceanische kampioenschappen baanwielrennen won ze in 2016 haar eerste bronzen medaille bij de tijdrit. Later zou ze nog vaker zilver en brons winnen maar een gouden medaille bleef uit. Ze nam in 2022 deel aan de Gemenebestspelen; ze reed hier de teamsprint en tijdrit. Bij de teamsprint eindigde ze als vierde, ze reed die samen met Kristina Clonan en Alessia McCaig. Ze was dat jaar de oudste renster van de Australische ploeg die in Birmingham deelnam.

## Palmares
| Jaar | AK                                                                                     | OK                                                                 | Overige                                    |
| ---- | -------------------------------------------------------------------------------------- | ------------------------------------------------------------------ | ------------------------------------------ |
| 2012 |                                                                                        | 9e tijdrit                                                         |                                            |
| 2013 | 7e keirin 7e sprint 7e tijdrit                                                         | 4e keirin 5e sprint                                                |                                            |
| 2014 | 5e keirin 6e sprint 6e tijdrit                                                         | 8e sprint 9e keirin                                                |                                            |
| 2015 | tijdrit · 6e sprint                                                                    |                                                                    |                                            |
| 2016 | 6e sprint 5e koppelkoers 10e keirin                                                    | tijdrit                                                            |                                            |
| 2017 | tijdrit · 5e puntenkoers · 5e scratch · 7e koppelkoers · 7e omnium · 10e achtervolging | koppelkoers · scratch · ploegenachtervolging · tijdrit · 9e omnium |                                            |
| 2018 | tijdrit · 6e koppelkoers · 7e scratch                                                  | ploegenachtervolging · 4e tijdrit · 6e scratch                     |                                            |
| 2019 | keirin · 4e sprint · 6e achtervolging                                                  |                                                                    |                                            |
| 2020 | keirin · scratch · sprint · tijdrit                                                    |                                                                    |                                            |
| 2021 | sprint · tijdrit · keirin · scratch                                                    |                                                                    |                                            |
| 2022 | sprint · tijdrit · 7e keirin                                                           | teamsprint · sprint · tijdrit · 6e keirin                          | Gemenebestspelen: 4e teamsprint 7e tijdrit |
| 2023 | tijdrit · keirin · sprint                                                              | sprint · teamsprint · 4e keirin · 6e tijdrit                       |                                            |
| 2024 |                                                                                        |                                                                    |                                            |
| 2025 | 4e tijdrit 5e keirin 9e sprint                                                         |                                                                    |                                            |